# Mobile Suit Gundam: Last Shooting
Mobile Suit Gundam: Last Shooting est un jeu vidéo de tir au pistolet développé et édité par Bandai en 1984 sur MSX. C'est la première adaptation en jeu vidéo de la série sur ordinateur personnel basée sur l'anime Mobile Suit Gundam,.